# Naturschutzgebiet Feuchtgebietskomplex zwischen Landwehrstraße und Datteln-Hamm-Kanal
Das Naturschutzgebiet Feuchtgebietskomplex zwischen Landwehrstraße und Datteln-Hamm-Kanal  liegt auf dem Gebiet der Stadt Bergkamen im Kreis Unna in Nordrhein-Westfalen.

## Gebietsbeschreibung
Das NSG wurde im Jahr 1987 unter der Schlüsselnummer UN-019  unter Naturschutz gestellt. Es erstreckt sich westlich vom Kraftwerk Bergkamen und nördlich des Datteln-Hamm-Kanals und der Bergehalde Großes Holz.
Ein Bergsenkungssumpf etwa 12 ha große Gebiet im Winkel zwischen der Lippestrasse am Datteln-Hamm-Kanal, umgeben von Ackerfläche und Fettwiese, und östlich davon stockender Wald.
Kleingewässer mit Wasserlinsen, Röhricht, Hochstaudenflur, Nasswiese mit Sauergräsern und Orchideen, artenreichster und wertvollster Bereich zusammen mit trockenen Magerwiesen am Fuß des Kanals.
Das Waldgebiet im Osten ist ein Birken-Eichen-Kiefernwald, der ebenfalls durch Bergsenkung entstandene, feuchte Senke enthält.

## Schutzziele und Maßnahmen
Zur Erhaltung und Wiederherstellung von Lebensgemeinschaften oder Lebensstätten bestimmter wildlebender Pflanzen und wildlebender Tierarten.
- Erhalt und Entwicklung des Sumpfbereiches mit seinen verschiedenen Entwicklungsphasen von den offenen Zweizahnfluren über Großseggenried, Röhrichte bis zum Bruchwald mit ihren spezifischen Pflanzen- und Tierarten,
- Umwandlung nicht bodenständiger Gehölzbestände in naturnahe Waldgesellschaften mit ihren typischen Pflanzen- und Tierarten sowie die Entwicklung eines ausgeprägten Waldmantels mit Saum,
- Erhaltung und Entwicklung eines Bergsenkungsgebietes mit Vorkommen zahlreicher Tier- und Pflanzenarten. Das Gebiet ist sehr wertvoll für Amphibien.

Partielle Mahd in größeren Abständen und Verhinderung der Verbuschung. Pufferzone anlegen, um Düngereintrag von den benachbarten Äckern zu minimieren. Das Kanalufer sollte in Schutzüberlegungen einbezogen werden.
- Erhaltung der Landschaftsstrukturen • extensive Grünlandbewirtschaftung, Mahd • Grünlandnutzung beibehalten • keine Entwässerung • keine Fischteichanlage • Pufferzone anlegen.

## Tierarten im NSG
Im NSG kommen zahlreiche seltene Tierarten vor:  Bekassine (Gallinago gallinago) • Dreistachliger Stichling (Gasterosteus aculeatus) • Grasfrosch (Rana temporaria) • Große Pechlibelle (Ischnura elegans) • Großer Abendsegler (Nyctalus noctula) • Hufeisen-Azurjungfer (Coenagrion puella) • Kleinspecht (Dryobates minor) • Kreuzkröte (Bufo calamita) • Nachtigall (Luscinia megarhynchos) • Schwarzkehlchen (Saxicola rubicola) • Steinschmätzer (Oenanthe oenanthe) • Teichfrosch (Rana kl. esculenta) • Teichmolch (Triturus vulgaris) • Turteltaube (Streptopelia turtur) • Waldeidechse (Lacerta vivipara) • Waldschnepfe (Scolopax rusticola) • Wasserralle (Rallus aquaticus) • Wasserspitzmaus (Neomys fodiens) •

## Pflanzenarten im NSG
Zahlreiche Pflanzenarten sind hier anzutreffen.
• Acker-Gänsedistel (Sonchus arvensis)
• Acker-Hellerkraut (Thlaspi arvense)
• Acker-Kratzdistel (Cirsium arvense)
• Acker-Minze (Mentha arvensis)
• Acker-Schmalwand (Arabidopsis thaliana)
• Acker-Spörgel (Spergula arvensis)
• Acker-Stiefmütterchen (Viola arvensis)
• Acker-Vergissmeinnicht (Myosotis arvensis)
• Ampfer-Knöterich (Persicaria lapathifolia)
• Asch-Weide (Salix cinerea subsp. cinerea)
• Behaarte Segge (Carex hirta)
• Besenginster (Cytisus scoparius)
• Bittersüßer Nachtschatten (Solanum dulcamara)
• Blaugrüne Binse (Juncus inflexus (subsp. inflexus))
• Blaugrüner Schwaden (Glyceria declinata)
• Borsten-Moorbinse (Isolepis setacea)
• Breitblättriger Rohrkolben (Typha latifolia)
• Breitblättriges Knabenkraut (Dactylorhiza majalis)
• Büschel-Nelke (Dianthus armeria (subsp. armeria))
• Draht-Schmiele (Deschampsia flexuosa)
• Dreifurchige Wasserlinse (Lemna trisulca)
• Dreiteiliger Zweizahn (Bidens tripartita (subsp. tripartita))
• Echte Zaunwinde (Calystegia sepium)
• Echtes Hirtentäschel (Capsella bursa-pastoris)
• Echtes Mädesüß (Filipendula ulmaria (subsp. ulmaria))
• Echtes Tausendgüldenkraut (Centaurium erythraea)
• Faulbaum (Frangula alnus (subsp. alnus))
• Flatter-Binse (Juncus effusus (subsp. effusus))
• Flattergras (Milium effusum)
• Floh-Knöterich (Persicaria maculosa)
• Flutender Schwaden (Glyceria fluitans)
• Frauenfarn (Athyrium filix-femina)
• Fuchssches Knabenkraut (Dactylorhiza fuchsii)
• Garten-Ringelblume (Calendula officinalis)
• Geflecktes Johanniskraut (Hypericum maculatum)
• Geflecktes Knabenkraut (Dactylorhiza maculata agg.)
• Geflügeltes Johanniskraut (Hypericum tetrapterum)
• Gelbe Schwertlilie (Iris pseudacorus)
• Gemeine Sumpfsimse (Eleocharis palustris)
• Gemeiner Beifuss (Artemisia vulgaris)
• Gemeiner Blutweiderich (Lythrum salicaria)
• Gemeiner Froschlöffel (Alisma plantago-aquatica)
• Gemeiner Gilbweiderich (Lysimachia vulgaris)
• Geruchlose Kamille (Tripleurospermum perforatum)
• Gewöhnliche Eberesche (Sorbus aucuparia)
• Gewöhnliche Wald-Engelwurz (Angelica sylvestris)
• Gewöhnlicher Glatthafer (Arrhenatherum elatius (subsp. elatius))
• Gewöhnlicher Hohlzahn (Galeopsis tetrahit)
• Gewöhnlicher Hornklee (Lotus corniculatus)
• Gewöhnlicher Wurmfarn (Dryopteris filix-mas)
• Gift-Hahnenfuss (Ranunculus sceleratus (subsp. sceleratus))
• Glieder-Binse (Juncus articulatus (subsp. articulatus))
• Gras-Sternmiere (Stellaria graminea)
• Grosse Brennnessel (Urtica dioica)
• Grosse Klette (Arctium lappa)
• Grosser Dornfarn (Dryopteris dilatata)
• Grosser Klappertopf (Rhinanthus serotinus)
• Gundermann (Glechoma hederacea)
• Hasenpfoten-Segge (Carex leporina)
• Herbst-Löwenzahn (Scorzoneroides autumnalis)
• Himbeere (Rubus idaeus)
• Hohe Rauke (Sisymbrium altissimum)
• Hühnerhirse (Echinochloa crus-galli)
• Huflattich (Tussilago farfara)
• Kanadisches Berufkraut (Erigeron canadensis)
• Klebriges Greiskraut (Senecio viscosus)
• Kleinblütiges Weidenröschen (Epilobium parviflorum)
• Kleine Bibernelle (Pimpinella saxifraga)
• Kleiner Dornfarn (Dryopteris carthusiana)
• Kleiner Odermennig (Agrimonia eupatoria (subsp. eupatoria))
• Kleiner Sauerampfer (Rumex acetosella subsp. acetosella)
• Kletten-Labkraut (Galium aparine)
• Knäuel-Ampfer (Rumex conglomeratus)
• Knäuel-Binse (Juncus conglomeratus)
• Knäuel-Hornkraut (Cerastium glomeratum)
• Knick-Fuchsschwanz (Alopecurus geniculatus)
• Kompass-Lattich (Lactuca serriola)
• Kornblume (Centaurea cyanus)
• Krauser Ampfer (Rumex crispus (subsp. crispus))
• Kriechende Quecke (Elymus repens)
• Kriechender Arznei-Baldrian (Valeriana excelsa subsp. excelsa)
• Kröten-Binse (Juncus bufonius)
• Kuckucks-Lichtnelke (Lychnis flos-cuculi (subsp. flos-cuculi))
• Land-Reitgras (Calamagrostis epigejos)
• Liegendes Mastkraut (Sagina procumbens)
• Luzerne Sa. (Medicago sativa agg.)
• Moor-Labkraut (Galium uliginosum)
• Nelken-Haferschmiele (Aira caryophyllea (subsp. caryophyllea))
• Nickende Distel (Carduus nutans)
• Niederliegende Sumpfkresse (Rorippa anceps (R. amphibia x sylvestris))
• Niederliegendes Johanniskraut (Hypericum humifusum)
• Pastinak (Pastinaca sativa)
• Rainfarn (Tanacetum vulgare)
• Rasen-Schmiele (Deschampsia cespitosa)
• Rauhe Gänsedistel (Sonchus asper (subsp. asper))
• Riesen-Goldrute (Solidago gigantea)
• Rohr-Glanzgras (Phalaris arundinacea (subsp. arundinacea))
• Rotbuche (Fagus sylvatica (subsp. sylvatica))
• Rote Lichtnelke (Silene dioica)
• Rotes Straußgras (Agrostis capillaris)
• Sand-Birke (Betula pendula)
• Sand-Vergissmeinnicht (Myosotis stricta)
• Schafschwingel Sa. (Festuca ovina agg.)
• Schein-Zypergras-Segge (Carex pseudocyperus)
• Schild-Ehrenpreis (Veronica scutellata)
• Schmalblättriges Weidenröschen (Epilobium angustifolium)
• Schuppenfrüchtige Gelb-Segge (Carex lepidocarpa (subsp. lepidocarpa))
• Schwarzer Holunder (Sambucus nigra)
• Spieß-Melde Sa. (Atriplex prostrata agg.)
• Spitz-Wegerich (Plantago lanceolata)
• Spitzblütige Binse (Juncus acutiflorus (subsp. acutiflorus))
• Spreizende Melde (Atriplex patula)
• Stechpalme (Ilex aquifolium)
• Stiel-Eiche (Quercus robur (subsp. robur))
• Stumpfblättriger Ampfer (Rumex obtusifolius)
• Süßkirsche (Prunus avium)
• Sumpf-Dreizack (Triglochin palustris)
• Sumpf-Haarstrang (Peucedanum palustre)
• Sumpf-Helmkraut (Scutellaria galericulata)
• Sumpf-Hornklee (Lotus pedunculatus)
• Sumpf-Kratzdistel (Cirsium palustre)
• Sumpf-Labkraut (Galium palustre)
• Sumpf-Ruhrkraut (Gnaphalium uliginosum (subsp. uliginosum))
• Sumpf-Schachtelhalm (Equisetum palustre)
• Sumpf-Schafgarbe (Achillea ptarmica)
• Sumpf-Wasserstern (Callitriche palustris)
• Sumpf-Ziest (Stachys palustris)
• Sumpfkresse unbestimmt (Rorippa spec.)
• Ufer-Wolfstrapp (Lycopus europaeus)
• Vergissmeinnicht unbestimmt (Myosotis spec.)
• Vielblütige Weißwurz (Polygonatum multiflorum)
• Vielsamiger Gänsefuß (Chenopodium polyspermum)
• Wald-Schwingel (Festuca altissima)
• Wasser-Minze (Mentha aquatica)
• Wasser-Schwaden (Glyceria maxima)
• Wasserdost (Eupatorium cannabinum (subsp. cannabinum))
• Wasserfenchel (Oenanthe aquatica)
• Wassernabel (Hydrocotyle vulgaris)
• Wasserpfeffer-Knöterich (Persicaria hydropiper)
• Weide-Kammgras (Cynosurus cristatus)
• Weißer Gänsefuß (Chenopodium album)
• Weißer Steinklee (Melilotus albus)
• Weißklee (Trifolium repens (subsp. repens))
• Wiesen-Bärenklau (Heracleum sphondylium)
• Wiesen-Flockenblume (Centaurea jacea)
• Wiesen-Fuchsschwanzgras (Alopecurus pratensis)
• Wiesen-Klee (Trifolium pratense)
• Wiesen-Lieschgras (Phleum pratense)
• Wiesen-Margerite Sa. (Leucanthemum vulgare agg.)
• Wiesen-Platterbse (Lathyrus pratensis)
• Wilde Möhre (Daucus carota (subsp. carota))
• Winkel-Segge (Carex remota)
• Zottiges Franzosenkraut (Galinsoga ciliata)
• Zottiges Weidenröschen (Epilobium hirsutum)
• Zweiblättrige Schattenblume (Maianthemum bifolium)
• Zweizeilige Segge (Carex disticha)
• Zwiebel-Binse (Juncus bulbosus)